# Родина Кіріазі
Сім'я Кіріазі (алб. Familja Qiriazi — відома албанська сім'я з міста Бітола (сьогодні — на території Республіки Македонія). Члени цієї родини були педагогами, видавцями та громадськими діячами періоду албанського національного пробудження. Чотири члени сім'ї Кіріазі були одними з перших протестантів в Албанії і сьогоднішньому Косово    .

## Члени родини
Герасим Кіріазі (1858—1894) відвідував грецьку школу в рідному місті Монастір, а також — за сприяння свого викладача англійської мови, американського місіонера Дженні — навчався в Американському біблійному коледжі в Самокові (Болгарія). Після чотирьох років навчання в Коледжі йому запропонували роботу в Британському і зарубіжному Біблійному суспільстві (British and Foreign Bible Society). Він прийняв цю пропозицію і почав працювати в Корчі в 1883 році. Він також почав створювати албанську граматику і, за деякими відомостями, проповідував албанською мовою. 12 листопада 1884 року подорожуючи по горах на північний захід від Охридського озера, він зазнав нападу місцевих бандитів і протягом півроку утримувався в якості заручника для отримання викупу. Пізніше розповідь про його шестимісячні «випробування» була переведена на англійську мову У. Бейрдом із Монастира як «Захоплений Брігандамі» (Captured by Brigands) і опублікована в Лондоні в 1902 році. Відкриття першої офіційно визнаної албанської школи в Корча в 1887 році спонукало його і його сестер Севастії Кіріазі-Дако (1871—1949) і Парашхеві Кіріазі (1880—1970) спробувати відкрити школу для дівчаток. За сприяння Наїм Фрашери і ряду американських і англійських місіонерів, вони отримали відповідні дозволи в Стамбулі — і 15 жовтня 1891 року відкрили першу школу для албанських дівчаток в Корчі. Наступного літа вони перевели освітню установу в більш просторе приміщення, щоб мати місце для більшої кількості учениць. Стверджується, що грецька православна єпархія з самого початку була «фанатично проти» школи і ситуація дійшла до того, що церковна влада відмовилися поховати сина одного з покровителів навчального закладу. 4 січня 1894 року Герасим Кірьязі помер у віці 36 років від плевриту, отриманого ним під час полону. Він був автором віршів, пісень, ескізів, діалогів і декількох шкільних підручників. Зібрання його творів було опубліковано його молодшим братом Герджем в збірнику «Хрістоматія му катер пьеза» (Хрестоматія в чотирьох частинах) в Софії в 1902 році.
Гердж Кіріазі (1868—1912) — відомий найчастіше по англомовній версії свого імені як Джордж Кіріас — відвідував грецьку школу в рідному Монастирі та той же Американський біблійний коледж в Самокові. Пізніше, як його брат Герасим, і був найнятий Британським і закордонним Біблійним товариством — він очолив школу для албанських дівчаток в Корчі після смерті свого брата, в 1894 році. У 1908 році він став делегатом на Конгресі Монастира. Політичний активіст, Гердж Кіріазі був одним із засновників газети албанською мовою «Башкім та Комбі» («Єдність нації») в 1909 році. Крім хрестоматії творів свого брата, він опублікував в Софії в 1906 році збірка релігійних віршів під назвою «Кенке те шенйтеруара» («Священні пісні»).
Севастії Кіріазі (1871—1949) вчилася в престижному коледжі Роберта в столичному Стамбулі і відігравала активну роль в освіті жінок. Вона стала першою албанською жінкою, яка вчилася в цьому американському навчальному закладі, з якого вона випустилася в червні 1891 року. Відразу ж після повернення в Албанію, вона зіграла важливу роль в створенні школи для дівчаток в Корча. Після Першої світової війни ця школа все ще була відома за прізвищем засновників — як «школа Кіріазі». Існує думка, що Севастії Кіріазі-Дако опублікувала граматику для початкових шкіл (Монастір, 1912) і відредагувала ряд текстів з історії. Разом зі своїм чоловіком, журналістом і письменником Крісто Анастасом Дако, і своєю сестрою, Параскеви, пізніше вона виїхала в Румунію, а звідти — іммігрувала в Сполучені Штати, де почала співпрацювати з періодичним виданням «Ранкова зіка».
Параскеви Кіріазі (1880—1970) — також відома як Параскеви Д. Кіріас — вчилася, також як і її сестра, в стамбульському Коледжі Роберта, а потім повернулася в Албанію, щоб викладати. У 1909 році вона опублікувала книгу для початкових шкіл; пізніше вона організувала кілька дитячих освітніх і вечірніх шкіл в південній Албанії, а також — допомогла створити основи бібліотечної системи в регіоні. У Сполучених Штатах вона допомогла заснувати товариство «Ранкова зірка» і опублікувала ілюстроване періодичне видання з такою ж назвою, яке виходило в Бостоні з 1917 по 1920 рік. Параскеви також взяла участь в Паризькій мирній конференції 1919 року — як представник американської албанської громади.
Сім'я Кіріазі користується великою повагою серед албаномовного населення регіону, а багато установ названі в честь її членів. 7 березня — офіційний День вчителя в Албанії — заснований саме цього дня як пам'ять про відкриття сім'єю Кіріазі школи в 1891 році.